# Blapsilon elongatum
Blapsilon elongatum är en skalbaggsart som beskrevs av Fauvel 1906. Blapsilon elongatum ingår i släktet Blapsilon och familjen långhorningar. Inga underarter finns listade.